# Мадона Прати (Болоња)
Мадона Прати (итал. Madonna Prati) је насеље у Италији у округу Болоња, региону Емилија-Ромања.
Према процени из 2011. у насељу је живело 139 становника. Насеље се налази на надморској висини од 47 м.